# Proletariat (glasbena skupina)
Proletariat je punk/hardcore band iz Ljubljane.
Pod vplivom punka, anarhizma in svobodnega življenja.
Nastal cca. leta 1992, s prvimi vajami na Črnučah, v zaklonišču stolpnice na Primožičevi 1.
Vadili kasneje v Šiški, Kodeljevo, Metelkova (podrta Šola, Gala Hala), Podutik.

## Zasedba:
Rok Bernardič - glas, kitara
Pero Bukarica - glas, bas
David Garza - glas, bobni
Dano - bobni (do leta 1994)
kot člani v bendu sodelovali še (Igor, Dule, Domen, Marjan S.)
kot podporniki pri zvoku, nastopih, vajah: Kolektiv anarhistično pacifističnih aktivnosti (KAPA) (Emir, Maži, Nela, Marjeta, Mateja, Tina, Sonja, Andrej), Črt, in vsa druščina iz Metelkove. 

## Nastopi:
Prvi nastop leta 1993 v klubu na Gerbičevi - B51 (rojstni dan Ramone), s Kmetchko godbo. Drugi nastop malo kasneje s Srečno mladino.
Poleti 1994 nastop v Puli na Monte Paradisu, z 10 dnevnim bivakiranjem na Monte Paradisu, druženjem z domačini in podporo večine punkerjev, prijateljev iz takratne LJ scene, ki se je zbirala v centru.

### Nekateri nastopi kasneje:
- Slovenija
  - Ilirska bistrica (MKNŽ),
  - Maribor (Pekarna),
  - Ljubljana (Metelkova, K4, Križanke - Novi rock 1997),
  - Celje (KLjUB),
  - Lokev,
  - Gradac (kulturni dom)
  - Ormož (Unterhund)
- Hrvaška
  - Pula (Monte paradiso)
  - Zagreb
  - Pazin (šolsko igrišče)
  - Varaždin
- Italija
  - Udine (squat)
- Nizozemska
  - Utrecht (zunaj pred skvotom Ubica)

### V okviru turneje 1997:
- Nemčija
  - Leipzig (squat)
  - Berlin (squat)
  - Düsseldorf
- Nizozemska
  - Utrecht drugič (Vismarkt)
  - Amsterdam (Kopii)
  - Roterdam (lezbični squat)
  - Vlardingen
  - Terneuzen (Kalashnikov)

## Posnetki:
- album: Prevara (1996), (posneto MKNŽ Ilirska bistrica, Gala Hala Metelkova, samozaložba, distribucija: KAPA) - http://slovenian-alternative-musiq.blogspot.com/2012/03/proletariat-prevara-1996.html
- Live in MKNŽ (1995): http://slovenian-alternative-musiq.blogspot.com/2014/11/proletariat-live-in-mknz-1995.html
- različne live kasete (Lego zla, Monte Paradiso...)